# Ricardo Falcón (historiador)
Ricardo Falcón (Rosario (Argentina), 7 de noviembre de 1945 - ibídem, 28 de junio de 2010) fue un reconocido historiador argentino. Docente de prestigio,
Fue profesor de la Universidad Nacional de Rosario e investigador del Conicet.
Durante la dictadura de Videla (1976-1983) debió exiliarse en París, donde obtuvo un doctorado en Historia de la École des Hautes Études en Sciences Sociales. Con el regreso de la democracia, se radicó nuevamente en Rosario ―ciudad en la que nació― y se insertó en la planta docente de la Universidad Nacional de Rosario (UNR). Desde ese momento y hasta su muerte se desempeñó como docente en las carreras de Historia y de Ciencia Política. Trabajó activamente sobre el anarquismo en el hinterland de Rosario (Argentina)
Según sus colegas se fue un gran docente, cuyo aporte fue invalorable en el campo de la historia, no solo por sus escritos y ensayos académicos, sino también por la formación de otros historiadores a través de la dirección de tesis que llevó a cabo hasta sus últimos días. Sus restos descansan en el cementerio El Salvador.

## Algunas publicaciones
- Nueva Historia argentina, tomo VI. 480 págs. ISBN 950-07-1857-X.
- Los orígenes del movimiento obrero: 1857-1899. Buenos Aires: Centro Editor de América Latina, 1984. ISBN 9502500520. ISBN 9789502500522.
- El mundo del trabajo urbano: 1890-1914. Buenos Aires: Centro Editor de América Latina, 1986.